# آلی (شهرداری خاشوری)
آلی (به لاتین: Ali) یک روستا در گرجستان است که در شهرداری خاشوری واقع شده‌است. آلی ۱٬۰۶۸ نفر جمعیت دارد و ۷۶۰ متر بالاتر از سطح دریا واقع شده‌است.